# ۲۱ شعبان
۲۱ شعبان، بیست و یکمین روز از ماه شعبان در تقویم هجری قمری است.
در تقویم هجری قمری قراردادی این روز دویست و بیست و هشتمین روز سال است.

## زادگان
- ۵۰۶- ابوسعد سمعانی، حافظ و محدث، ادیب و تاریخ‌نگار برجستهٔ ایرانی .